# Archiconchoeciinae
Archiconchoeciinae is een onderfamilie van kreeftachtigen uit de klasse van de Ostracoda (mosselkreeftjes).

## Geslachten
- Archiconchoecemma Chavtur & Stovbun, 2003
- Archiconchoecerra Chavtur & Stovbun, 2003
- Archiconchoecetta Chavtur & Stovbun, 2003
- Archiconchoecia Müller, 1894
- Archiconchoecilla Chavtur & Stovbun, 2003
- Archiconchoecinna Chavtur & Stovbun, 2003
- Archiconchoecissa Chavtur & Stovbun, 2003